# Vanikoroidea
Super-famille
Les Vanikoroidea sont une super-famille de mollusques gastéropodes de l'ordre des Littorinimorpha. La plupart sont des parasites d'autres animaux. 

## Liste des familles et sous-familles
Selon World Register of Marine Species (27 mars 2016) :
- famille Eulimidae Philippi, 1853 -- 98 genres
- famille Haloceratidae Warén & Bouchet, 1991 -- 2 genres
- famille Vanikoridae Gray, 1840 -- 25 genres

## Galerie

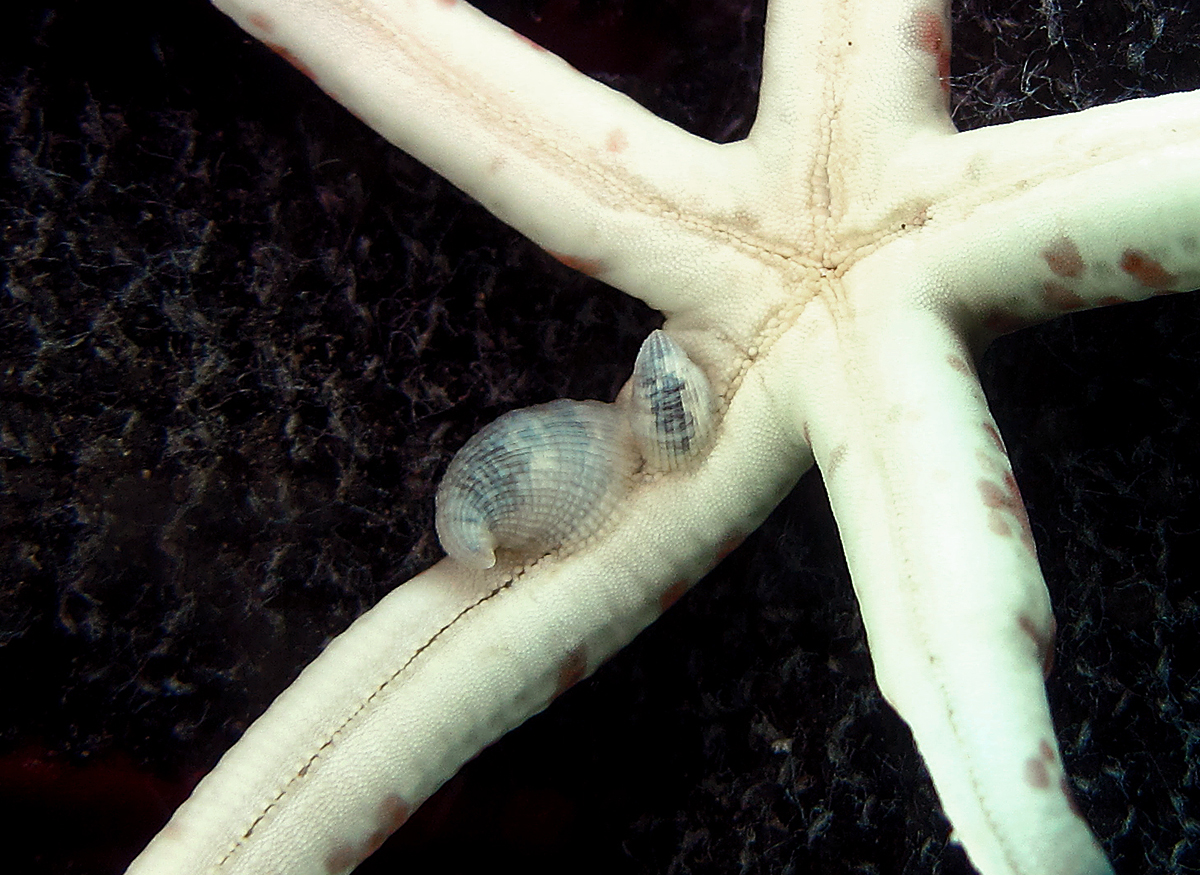
Des Thyca ectoconcha (Eulimidae) parasitant la face orale d'une étoile de mer Linckia multifora à La Réunion.
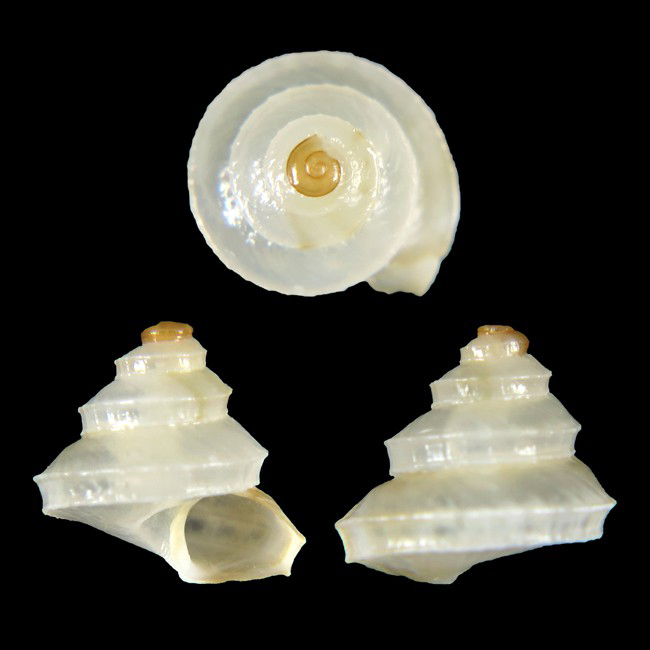
Zygoceras okutanii (Haloceratidae)
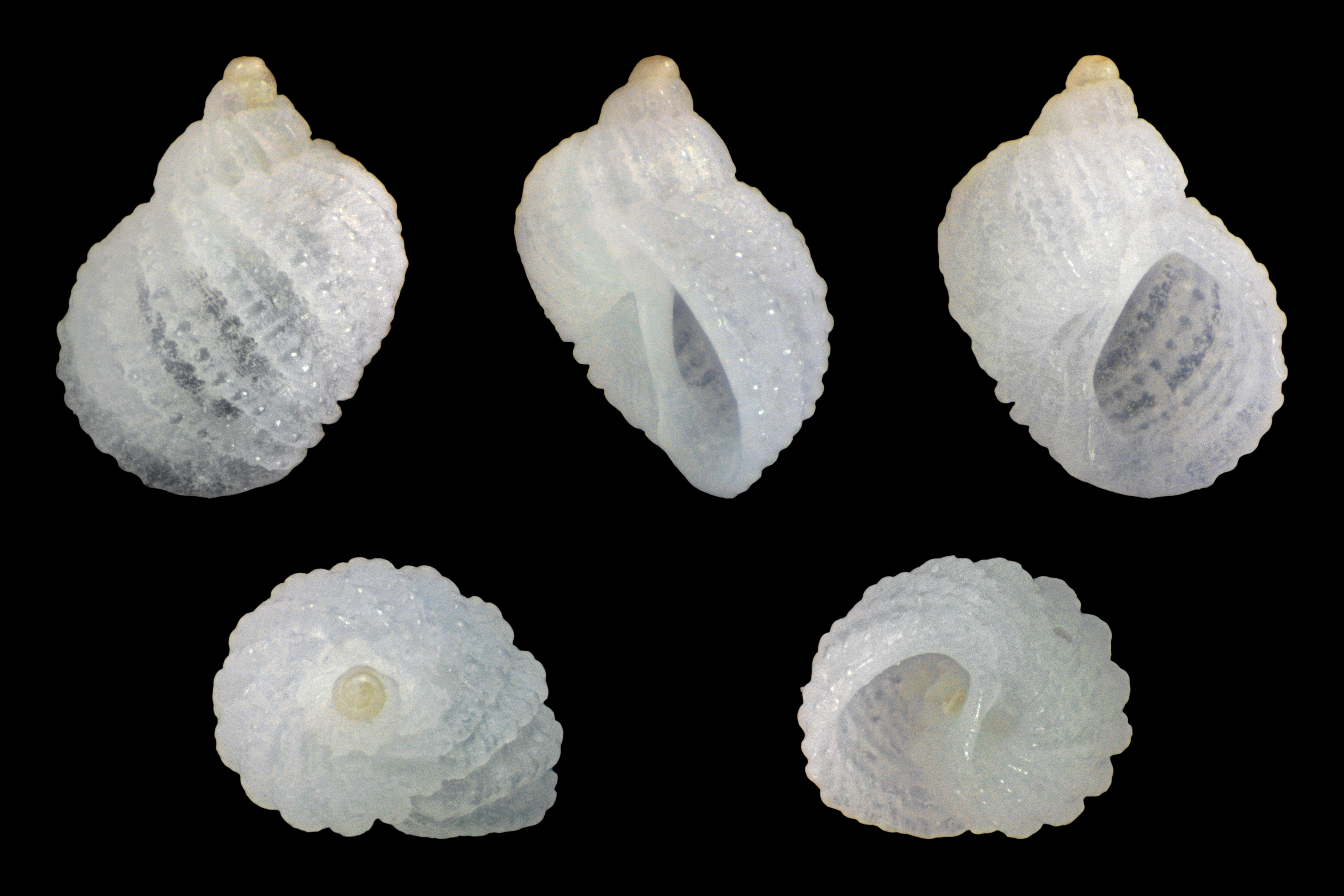
Vanikoro granulosa (Vanikoridae).